# Вагон ПВ40
Вагон ПВ40 (иногда ошибочно называемый ПВ51) – узкоколейный пассажирский вагон, выпускавшийся Демиховским заводом с 1955 года до конца 1980-х годов.

## Общие сведения
Вагон ПВ40 представляет собой 4-осный пассажирский вагон с несущим кузовом для железных дорог колеи 750 мм. Важно отметить применение несущего корпуса, практически уникальное в конструкции вагонов узкоколейных железных дорог. Распространён на детских железных дорогах и других железных дорогах колеи 750 мм стран бывшего СССР, хотя, по отзывам, имеет несколько меньший уровень комфорта, чем вагоны Pafawag польской постройки, в частности, нарекания вызывало маленькое количество форточек и жесткость хода, из-за чего многие ДЖД предпочитали Pafawag последних модификаций.
Вагоны оборудованы ручным и автоматическим тормозами, санузлом и водяным отоплением; пассажировместимость — 40 мест для сидения, задекларирована полная пассажировместимость 96 чел., однако на практике из-за узких проходов и отсутствия поручней она вряд ли реализуема. Первоначально вагон строился для УЖД МПС СССР и для УЖД промышленных предприятий, уменьшенная масса и малый радиус проходимых кривых (9,5 т против 16 т у вагонов Pafawag и 40 м против 60 м соответственно) позволяли эксплуатировать вагоны на УЖД с лёгким верхним строением пути. Позже вагоны ПВ40 передавались на детские железные дороги, частично как замена для вагонов Pafawag. Всего было выпущено чуть меньше 7 тысяч вагонов, они эксплуатировались на многих узкоколейках СССР и постсоветского пространства.

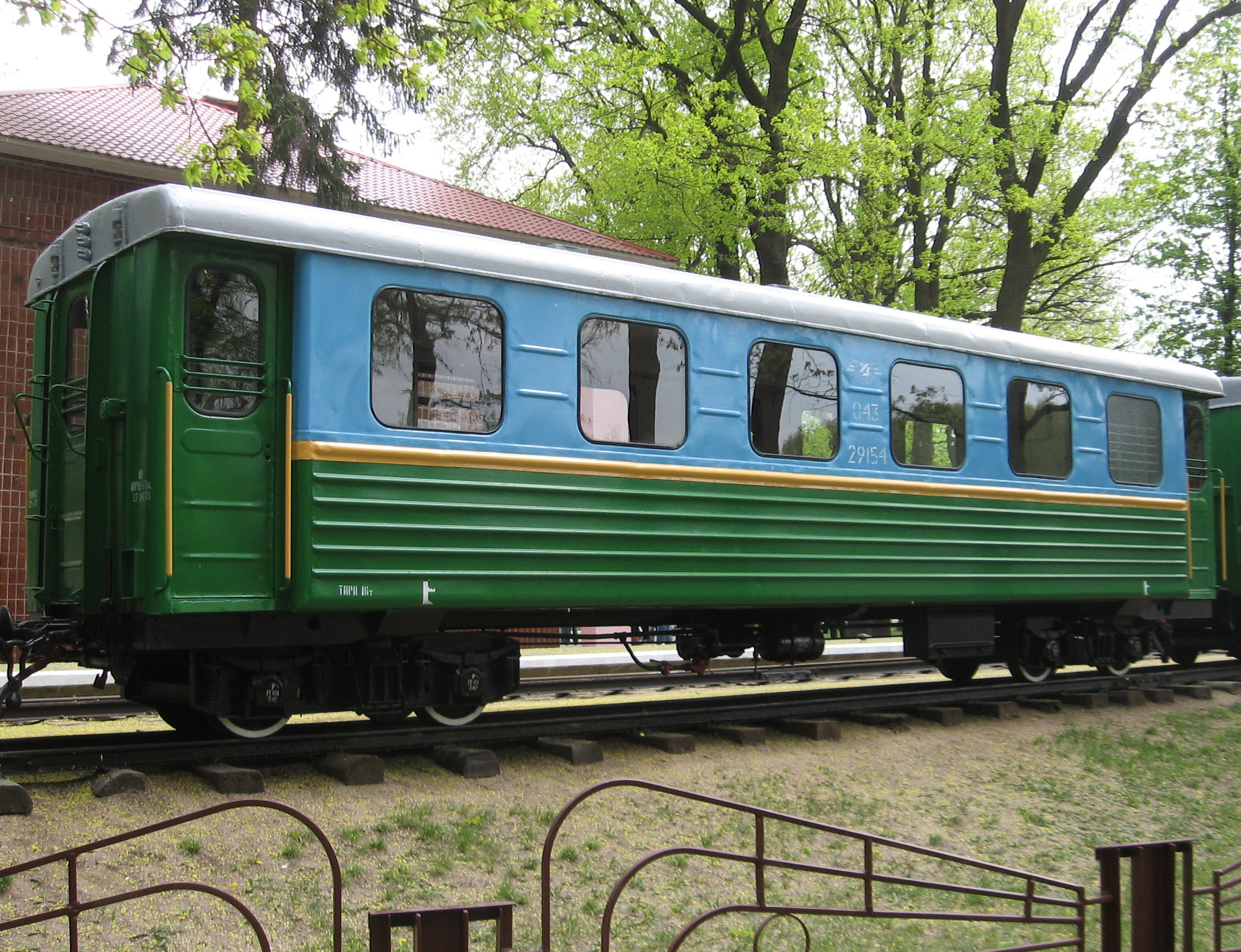
ПВ40 Харьковской ДЖД
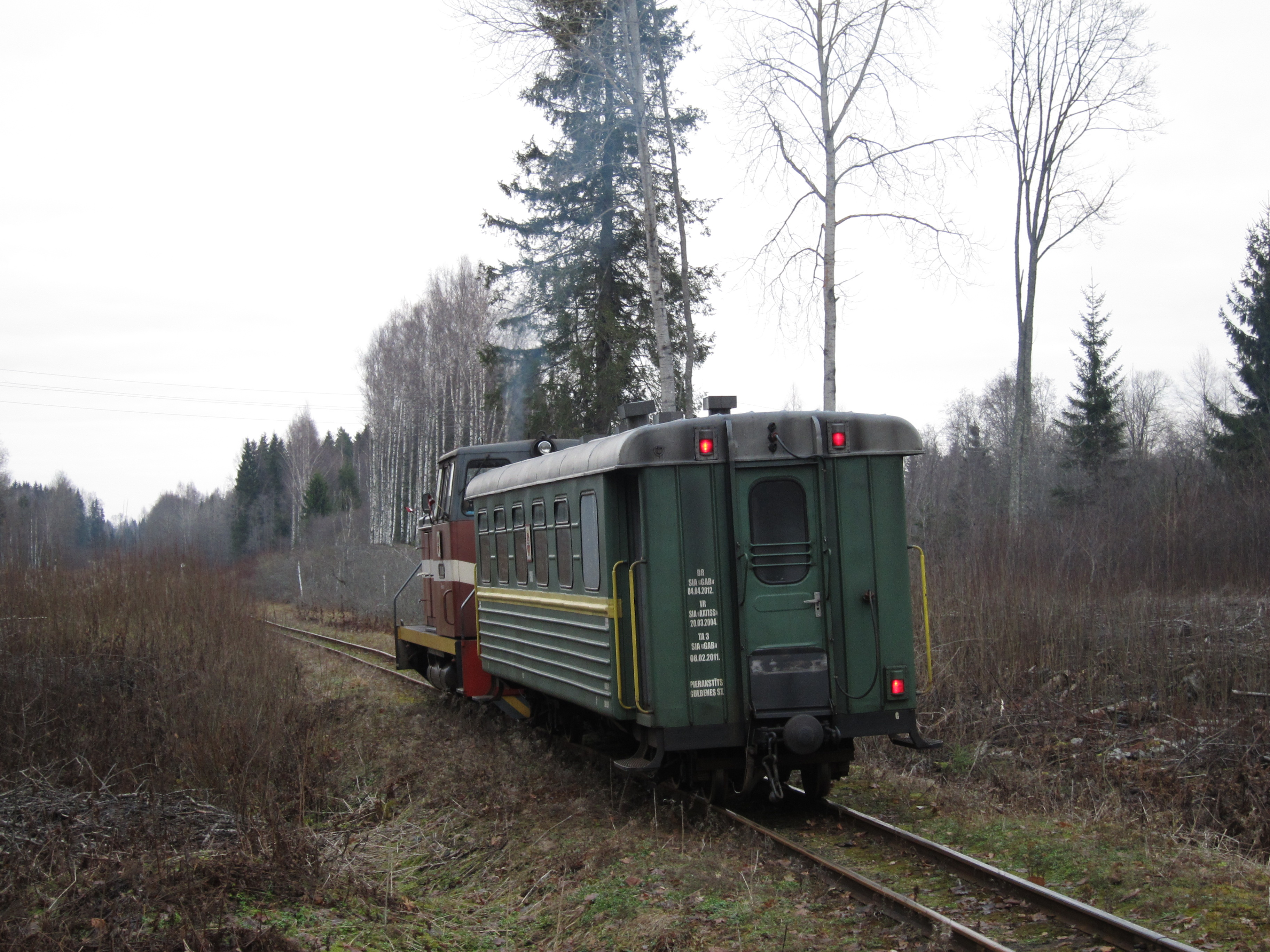
ПВ40 дороги Гулбене — Алуксне
ПВ40, эскиз, вид сбоку
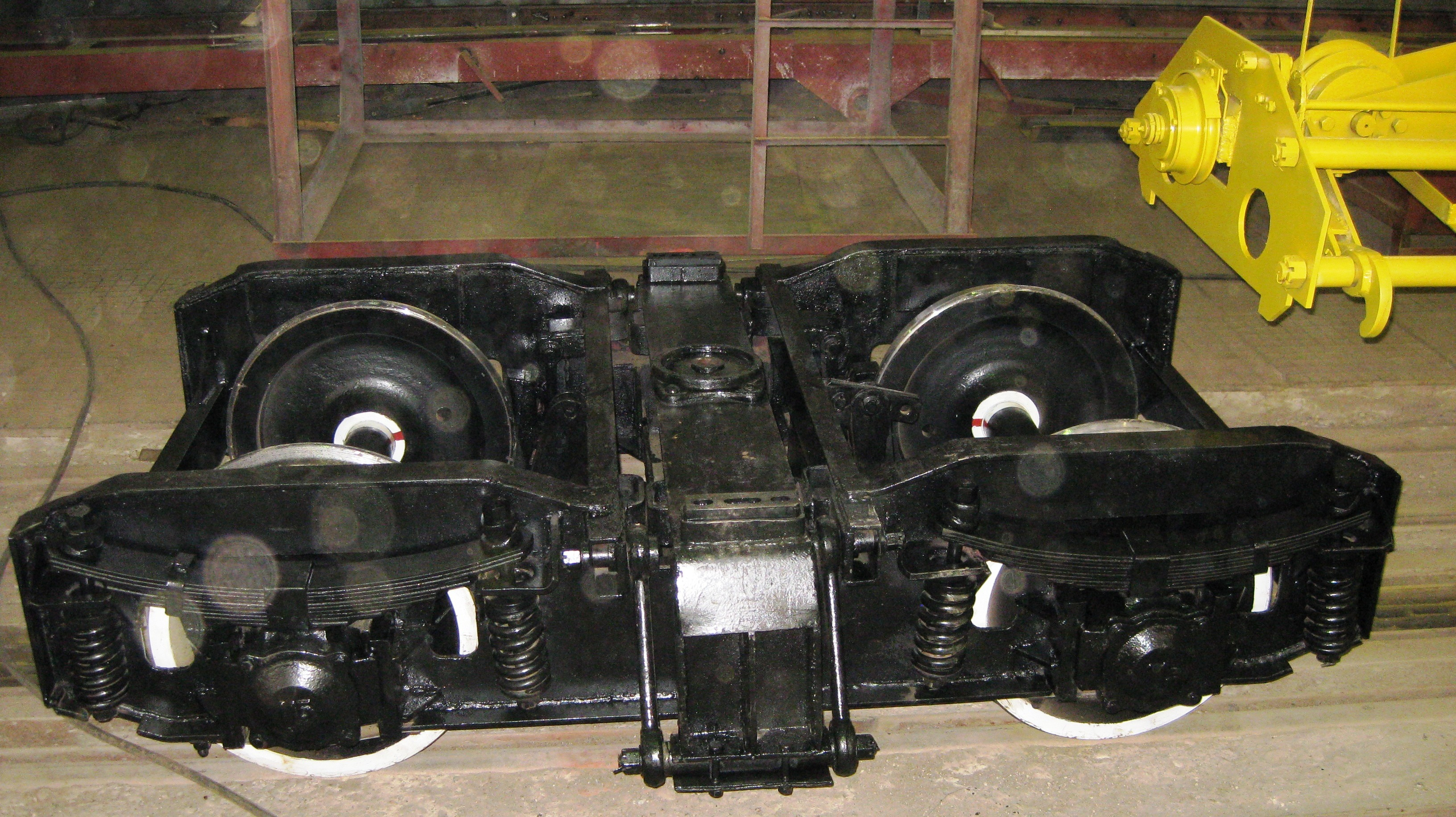
Тележка с буксами на роликовых подшипниках, КМЗ
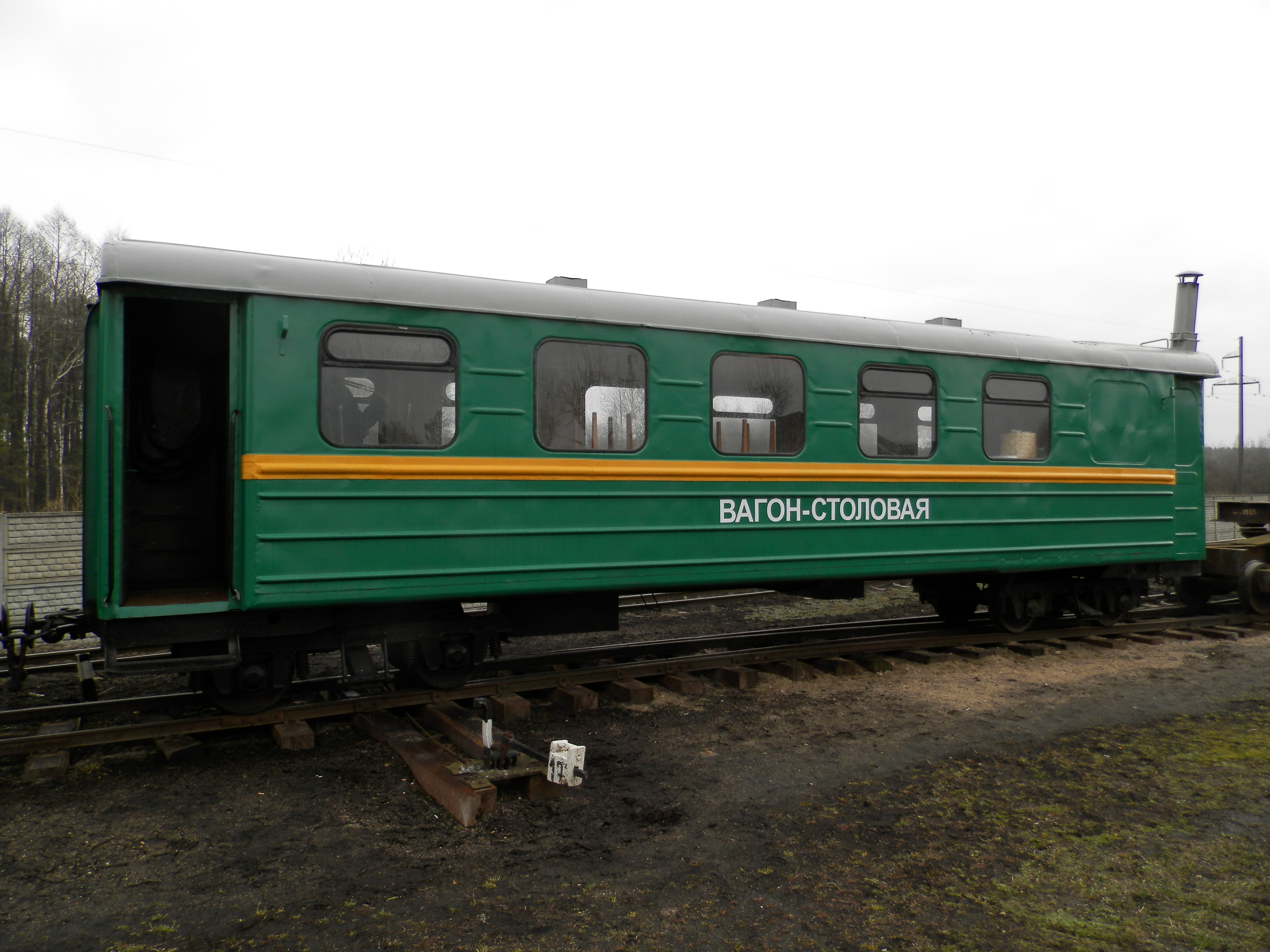
Вагон-столовая, ОАО "ТБЗ Дитва".
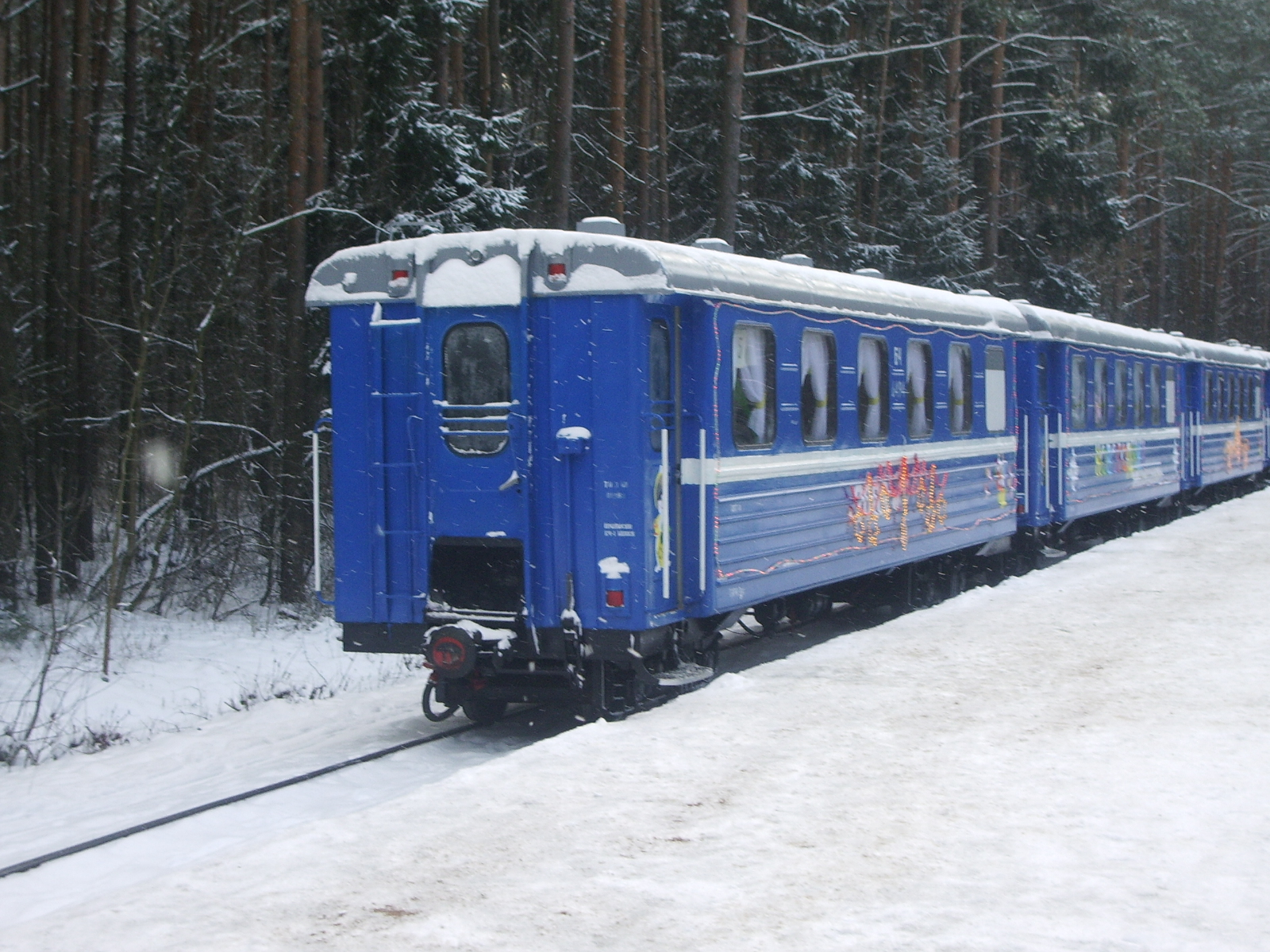
Вагоны ПВ40 на Минской ДЖД.

## Технические характеристики
| Предназначение модификации                              | Обозначение     | Годы производства | Производитель                        | Вместимость | Масса, т | Высота от УГР, мм | Длина по осям сцепного устройства / по раме, мм | Ширина, мм |
| ------------------------------------------------------- | --------------- | ----------------- | ------------------------------------ | ----------- | -------- | ----------------- | ----------------------------------------------- | ---------- |
| Базовая модель                                          | 48-051 (ПВ40)   | 1955–1981         | Демиховский машиностроительный завод | 40          | 9,5      | 3170              | 11100/10200                                     | 2300       |
| Вагон–столовая ВС-1                                     | 48-053          |                   | Демиховский машиностроительный завод | 16/60       | 9,3      |                   | 11100/10200                                     | 2300       |
| Вагон–кинотеатр ВК-1                                    | 48-054          |                   | Демиховский машиностроительный завод | 16          |          |                   | 11100/10200                                     | 2300       |
| Тропическое исполнение                                  | 48-055          |                   | Демиховский машиностроительный завод | 46          |          |                   | 11100/10200                                     | 2300       |
| Повышенной комфортности                                 | 48-060          | 1988              | Демиховский машиностроительный завод | 48          |          |                   | 12500                                           | 2400       |
| Пятигофровый                                            | 48-061          |                   | Демиховский машиностроительный завод | 16/60       | 9,8      |                   | 11100/10200                                     | 2300       |
| Вагон для специализированного контингента               | 48-096          |                   | Демиховский машиностроительный завод | 55 + 4      |          |                   | 11100/10200                                     | 2300       |
| Вагон для перевозки рабочих                             | 43-0011         | 1981–2004         | Демиховский машиностроительный завод | 38          | 9,3      |                   | 11100/10200                                     | 2300       |
| Вагон-столовая ВС-2                                     | 43-0012         | 1989              | Демиховский машиностроительный завод | 24          |          |                   | 13800                                           | 2400       |
| Промежуточный вагон дизель-поезда АПУ-0                 | ПВ54            | 1968              | Демиховский машиностроительный завод | 54          | 10,0     |                   | 13800                                           | 2400       |
| Пассажирский вагон с межвагонным переходом типа суфле   | 20-0011         | 2004–2010         | Метровагонмаш                        | 36          | 11,0     |                   | 11040                                           | 2415       |
| с межвагонным суфле и электронным маршрутным указателем | 20-0015         | 2004–2010         | Метровагонмаш                        | 41          | 11,0     |                   | 11040                                           | 2415       |
| с межвагонным суфле, электронным МУ и радиорубкой       | 20-0016         | 2004–2010         | Метровагонмаш                        | 34          | 11,0     |                   | 11040                                           | 2415       |
| Новая базовая модель                                    | 43-0011 (ВП750) | с 2010            | Камбарский машиностроительный завод  | 32+1/80     | 12,0     |                   |                                                 |            |
| Вагон для детских железных дорог                        | ВП750-ДИТС      | с 2010            | Камбарский машиностроительный завод  |             |          |                   |                                                 |            |